# Четвертий залізничний пакет

Лібералізація європейського залізничного ринку.

Лібералізація європейського ринку пасажирських перевезень.

Четвертий залізничний пакет – набір змін до регулювання залізничного транспорту в законодавстві Європейського Союзу. Він охоплює стандарти та дозволи для рухомого складу; кваліфікація робочої сили; незалежне управління інфраструктурою; лібералізація внутрішніх пасажирських перевезень у спробі зменшити європейські залізничні субсидії.

## Історія
Четвертий залізничний пакет намагається реформувати залізничні компанії (приватні чи державні), які можуть підняти ціни, якщо вони домінують як на коліях, так і на потягах. Через скептицизм більшості країн щодо цінності лібералізації пакет дозволяє коліями та поїздами належати одній холдинговій компанії. «Застереження про перевірку відповідності» могло б дозволити регуляторам застосовувати санкції до частин вертикально інтегрованого залізничного бізнесу, які створюють перешкоди на шляху конкурентів, які намагаються надавати послуги в їхній мережі; це покращить конкуренцію.
Відповідальність за дозвіл на використання мережі рухомим складом буде перекладена з власників мережі на Європейське залізничне агентство. Очікується, що це буде швидше та дешевше.
У 2015 році технічні та політичні складові пакету були прийняті міністрами транспорту ЄС. Технічна складова четвертого залізничного пакету була прийнята Європейською комісією та схвалена Європейським парламентом у квітні 2016 року.

## Законодавство
Пакет створив або оновив шість основних частин залізничного законодавства ЄС, про Агентство залізниць Європейського Союзу, основну Єдину європейську залізничну директиву 2012 року та директиви щодо безпеки, оперативної сумісності та правил закупівель. Пакет виглядає наступним чином:
1. Оновлення Єдиної європейської залізничної директиви 2012 /34/ЄС[en] Директивою (ЄС) 2016/2370
2. Оновлення Європейського агентства залізниць[en] в Регламенті (ЄС) 2016/796, що скасовує Регламент (ЄС) № 881/200
3. Нова Директива про сумісність 2016/797 про сумісність залізничної системи з узгодженими технічними специфікаціями
4. Нова Директива про безпеку на залізниці 2016/798/ЄС
5. Оновлення Регламенту про контракти на залізничні послуги 2007, (ЄС) № 1370/2007, щодо процесів закупівель і тендерів, згідно з Регламентом (ЄС) 2016/2338 про відкриття ринку послуг внутрішніх пасажирських перевезень залізничним транспортом
6. Оновлений Регламент про залізничні рахунки (ЄС) 2016/2337, який скасовує Регламент (ЄЕС) № 1192/69, незначний закон про внесення змін, термін дії якого закінчився.